# عودة الأب الضال (مسلسل)
عودة ألاب الضال هو مسلسل تلفزيوني مصري عُرض في شهر رمضان عام 1443 هـ، من بطولة بيومي فؤاد وعبير صبري وخالد منصور وإيمان السيد وأميرة هاني وهاجر عفيفي ونور قدري ومحمد أوتاكا، من تأليف أمين جمال ومحمد أبو السعد وإبراهيم ربيع ومحمد فتحي عبد المقصود ومن إخراج أحمد عبد العال.

## قصة المسلسل
يعيش "رستم" أسوأ أيامه بعد حجز الضرائب على جزء كبير من ممتلكاته واقتراب إعلان إفلاسه. ينصحه صديقه المقرب أن يترك كل شيء خلفه ويبحث عن أبنائه الـ7 بعدما تركهم خلفه منذ زمن، فهل ينجح "رستم" في الوصول إليهم وإقناعهم بالعودة.

## طاقم العمل
- بيومي فؤاد: (رستم)
- عبير صبري: (مني)
- خالد منصوز: (سيد)
- إيمان السيد (مها)
- أميرة هاني
- هاجر عفيفي: (عبير)
- نور قدري: (سهر)
- محمد أوتاكا (شديد)
- شاهيستا سعد
- رانيا الخطيب
- نيفين محمد
- هالة فاخر
- شادي ألفونس
- حمادة هلال
- هشام ماجد
- أحمد فتحي
- محمد ثروت
- سامح حسين
- يوسف إسماعيل
- أميمة طلعت زكريا
- إنتصار
- شيماء سيف
- محمد عبد الرحمن
- طارق أبو بكر
- ميرال شفيق

## فريق العمل
- إخراج: أحمد عبد العال
- تأليف: أمين جمال، محمد أبو السعد، إبراهيم ربيع، محمد فتحي عبد المقصود
- إنتاج: Art Format Lab
- مدير التصوير: هيثم ناصر
- مونتاج: محمد عبد المنعم
- موسيقى تصويرية: مادي